# Römpp Lexikon Chemie
A Römpp Lexikon Chemie (Enciclopédia de Química RÖMPP) apareceu pela primeira vez em 1947. Enquanto isso, a referência é parte da enciclopédia online RÖMPP que irá aparecer pela Thieme Verlagsgruppe (Stuttgart). A fábrica abrange cerca de 60 mil palavras-chave associadas com 200 mil referências cruzadas, e mais de 10 mil estruturas e gráficos, e tornou-se um padrão de trabalho na literatura química.